# إد كالاهان (موظف مدني)
إد كالاهان (بالإنجليزية: Ed Callahan)‏ هو موظف مدني أمريكي، ولد في 23 مارس 1929 في يونغزتاون في الولايات المتحدة، وتوفي في 18 مارس 2009 في ساكرامنتو في الولايات المتحدة.